# Leo Duyndam
Leo Duyndam (Poeldijk, 2 de enero de 1948-Niza, Francia; 26 de julio de 1990) fue un ciclista neerlandés, profesional entre 1967 y 1976. Combinó el ciclismo en carretera con el ciclismo en pista, donde consiguió notables éxitos. En ruta destaca una etapa en el Tour de Francia de 1972.

## Palmarés en ruta
- 1966

Vencedor de tres etapes del Tour de Olympia
- 1967

1.º en el Omloop der Kempen.
Vencedor de una etapa del Tour del Porvenir
Vencedor de una etapa del Omloop van Zeeuws-Vlaanderen.
- 1968

1.º en el  Tour de Limburgo
Vencedor de una etapa de la París-Niza
- 1969

1.º en Elfstedenronde
Vencedor de una etapa de la París-Niza
- 1970

1.º en el Tour del Noroeste
Vencedor de una etapa de la París-Niza
- 1971

1.º en la Flecha dels Pòlders.
- 1972

Vencedor de una etapa del Tour de Francia

### Resultados en el Tour de Francia
- 1970. Abandona (8.ª etapa)
- 1972. Abandona (7.ª etapa). Vencedor de una etapa.

## Palmarés en pista
- 1968

 Campeón de los Países Bajos de persecución
1.º en los Seis días de Gante (con Peter Post)
- 1970

 Campeón de los Países Bajos de persecución
- 1971

1.º en los Seis días de Amberes (con René Pijnen y Peter Post)
- 1972

1.º en los Seis días de Frankfurt (con Jurgen Tschan)
1.º en los Seis días de Róterdam (con René Pijnen)
1.º en los Seis días de Berlín (con René Pijnen)
1.º en los Seis días de Amberes (con René Pijnen i Theofiel Verschueren)
- 1973

Campeón de Europa de Madison (con René Pijnen)
1.º en los Seis días de Londres (con Gerben Karstens)
1.º en los Seis días de Róterdam (con René Pijnen)
1.º en los Seis días de Múnich (con René Pijnen)
1.º en los Seis días de Amberes (con Gerard Koel i René Pijnen)
1.º en los Seis días de Zúrich (con Piet de Wit)
- 1974 
  - Campeón dels Países Bajos de omnium

1.º en los Seis días de Herning (con Ole Ritter)
1.º en los Seis días de Bremen (con René Pijnen)
1.º en los Seis días de Róterdam (con René Pijnen)
- 1975

1.º en los Seis días de Herning (con Ole Ritter)
1.º en los Seis días de Róterdam (con Gerben Karstens)